# (7697) 1989 AE
1989 أي إي (ويعرف أيضًا باسم (7697) 1989 أي إي وفق تسمية الكوكب الصغير) (بالإنجليزية: 1989 AE)‏ هو كويكب ضمن حزام الكويكبات؛ وترتيبه 7697 من حيث الاكتشاف.
اكتُشف هذا الجُرم الفلكي بواسطة Takuo Kojima ‏ في 3 يناير 1989.

## وصلات خارجية
- (7697) 1989 AE في قاعدة بيانات مختبر الدفع النفاث لأجرام النظام الشمسي الصغيرة

- الاكتشاف · مخطط المدار ·  العناصر المدارية · المعلمات المادية

- (7697) 1989 AE على موقع ويكي سكاي: DSS2, SDSS, GALEX, IRAS, Hydrogen α, X-Ray, Astrophoto, Sky Map, Articles and images